# 鳥ヶ首岬
鳥ヶ首岬（とりがくびみさき）は、新潟県上越市名立区名立小泊にある岬である。

## 地理
台上の高さが80mの岬で、第三紀の灰爪層からなる。遠望するとニワトリの頭に似ているのが特徴である。
戦国期に日の入城が置かれ、岩礁が多いため越後水軍にとって難所で、戦略上の要衡であった。宝歴元年（1751年）4月16日未明の高田大地震では、岬が高さ160 - 180m、幅1km余にわたって崩落し、埋没流失家屋81軒、死者406人を出した。

## 鳥ヶ首岬灯台
海上保安庁第九管区海上保安本部の「富山県と山形県の間に灯台を設置する必要がある」との要望を受けて、1952年3月29日に『名立灯台』として設置され、同日夕方に初点灯された。
1965年4月に自家発電となり、水晶時計で80万カンテラ光を自動点滅する無人灯台となった。1966年6月1日には、現在の鳥ヶ首岬灯台に改称している。これは第九管区海上保安本部の管内灯台集約管理計画に伴って行われたもので、名立灯台にあった航路標識事務所が直江津港付近に新築移転したためである。